# Eibenschützové
Rodina Eibenschützů byla rozvětvená umělecká rodina, do níž patřili následující lidé:
- Karl Friedrich Eibenschütz (1829–1874), rakouský operní pěvec (barytonista) ∞ Adele Eibenschützová, roz. Marochettiová (1833–1893), komorní zpěvačka
  - Albert Maria Eibenschütz (1857–1930), rakouský hudebník a skladatel ∞ Wilhelmine Eibenschütz-Wnuczeková (1878–1959), polsko-německá klavíristka
    - Lia Eibenschützová (1899–1985), německá herečka ∞ Kurt Vespermann (1887–1957), německý herec
      - Gerd Vespermann (1926–2000), německý herec a dabér

  - Antonia Eibenschützová (1871 – po roce 1918), rakouská operní pěvkyně (soprán) ∞ Hans Claar (1861–1918), německý divadelní herec
  - José Eibenschütz (1872–1952), rakouský dirigent ∞ první manželství 19. května 1894 s Marií Betty Sophií Eibenschützovou, roz. Bentzenovou (28. leden 1877 v Salcburku), rozvod v únoru 1922 ∞ druhé manželství od dubna 1922 s Margrit Eibenschützovou, roz. Cordsovou (24. prosince 1890 v Altoně – 11. října 1960 poblíž Eislebenu)
    - Edvard Eibenschütz (12. října 1894 Åbo, Finsko), obchodník
    - Olaf Eibenschütz (8. března 1898 v Åbo, Finsko), umělec a herec
- David Eibenschütz (1828–1910), obchodník a kantor, bratr Karla Friedricha Eibenschütze
  - Siegmund Eibenschütz (1856–1922), rakouský divadelní režisér a dirigent ∞ Dora Keplingerová (1878–1949), rakouská operní pěvkyně (soprán)
    - Maria Theodora Eibenschützová (1909–1983), rakouská učitelka zpěvu
    - Regina (Gina) Eibenschützová (1885–1942), rakouská malířka

  - Gina Eibenschütz (1869–1956), rakouská herečka ∞ Robert Schiff (1869–1935), rakouský malíř
  - Riza Eibenschützová (1870–1947), rakouská operní pěvkyně
  - Ilona Eibenschützová (1871–1967), rakouská pianistka

## Neznámý stupeň příbuzenství
- Camilla Eibenschützová (1884–1958), divadelní herečka ∞ Wolfgang Huck (1889–1967), německý vydavatel novin
- Mari Eibenschützová (1856–1938), rakousko-uherská herečka